# La Quatrième Issue
Pour plus de détails, voir Fiche technique et Distribution.
La Quatrième Issue (The Raging Tide) est un film américain réalisé par George Sherman et sorti en 1951.

## Synopsis
Bruno Felkin,un patron du crime à San Francisco, tue un rival et tente de créer un alibi avec sa petite amie, Connie Thatcher. Cette dernière étant indisponible, il est contraint de se cacher comme un marin sur un bateau de pêche appartenant à Hamil Linder jusqu’à ce que Connie se présente.
A bord de l'embarcation, Felkin motive le fils de Linder, Carl, à jouer le jeu jusqu’à ce que la police cesse les recherches. Cependant, à mesure que Felkin et Connie côtoient cette famille de pécheurs, ils changent d'attitudes, regrettant leur vie de criminel et sont prêt à se rendre aux autorités.

## Fiche technique
- Titre : La Quatrième Issue
- Titre original : The Raging Tide
- Réalisation : George Sherman
- Scénario : Ernest K. Gann
- Musique : Frank Skinner
- Direction artistique : Hilyard Brown
- Décors : Oliver Emert Russell A. Gausman
- Costumes : Bill Thomas
- Photographie : Russell Metty
- Montage : Ted J. Kent
- Production : Aaron Rosenberg
- Pays de production :  États-Unis
- Langue originale : anglais
- Genre : policier
- Durée : 93 minutes
- Dates de sortie :
  - États-Unis : 2 novembre 1951
  - France : 10 septembre 1959
  - Royaume-Uni : 9 février 1952

## Distribution
- Shelley Winters : Connie Thatcher
- Richard Conte : Bruno Felkin
- Stephen McNally : Lieutenant Kelsey
- Charles Bickford : Hamil Linder
- Alex Nicol : Carl Linder
- John McIntire : Corky Mullins